# Saskatoon Sheiks
Saskatoon Sheiks je bil profesionalni hokejski klub iz Saskatoona. Deloval je v ligah Western Canada Hockey League in Prairie Hockey League od 1922 do 1928. Domače tekme je igral v Saskatoonu, razen ob koncu sezone 1922, ko je igral v Moose Jaw, Saskatchewan.
Klub je vstopil v WCHL leta 1922. Do konca sezone je skromen obisk prisilil vodstvo kluba, da se je odločil klub premestiti v Moose Jaw in ga 3. februarja preimenovati v Moose Jaw Sheiks. Naslednje leto je klub zopet deloval v Saskatoonu. Zaradi te spremembe se je ime kluba vnovič spremenilo, tokrat v Saskatoon Crescents. Tudi to ime se je obdržalo le eno leto. Klub je razpadel leta 1928. 

## Izidi
| Sezona  | Moštvo                            | Liga   | OT | Z  | P  | R | TOČ | GF  | GA  | Uvrstitev | Končnica          |
| 1921/22 | Saskatoon Sheiks/Moose Jaw Sheiks | (WCHL) | 24 | 5  | 19 | 0 | 10  | 67  | 137 | 4. v WCHL |                   |
| 1922/23 | Saskatoon Crescents               | (WCHL) | 30 | 8  | 20 | 2 | 18  | 91  | 125 | 4. v WCHL |                   |
| 1923/24 | Saskatoon Sheiks                  | (WCHL) | 30 | 15 | 12 | 3 | 33  | 91  | 73  | 3. v WCHL |                   |
| 1924/25 | Saskatoon Sheiks                  | (WCHL) | 28 | 16 | 11 | 1 | 33  | 102 | 75  | 2. v WCHL | Izpad v polfinalu |
| 1925/26 | Saskatoon Sheiks                  | (WHL)  | 30 | 18 | 11 | 1 | 37  | 93  | 64  | 2. v WHL  | Izpad v polfinalu |
| 1926/27 | Saskatoon Sheiks                  | (PrHL) | 32 | 14 | 16 | 2 | 30  | 110 | 117 | 2. v PrHL |                   |
| 1927/28 | Saskatoon Sheiks                  | (PrHL) | 28 | 18 | 5  | 5 | 41  | 86  | 39  | 1. v PrHL |                   |

## Vidnejši igralci
- Bun Cook
- Bill Cook
- Harry Cameron
- Corbett Denneny
- Tommy Dunderdale
- George Hainsworth
- Newsy Lalonde